# Scout Evaluation Vehicle
Scout Evaluation Vehicle – test amerykańskiej rakiety nośnej Scout B. Celem misji było przetestowanie nowych możliwości rakiety Scout. Przed startem przetestowano gotowość rakiety do transportu lotniczego, symulując przewiezienie rakiety w ładowni samolotu ze wschodniego na zachodnie wybrzeże Stanów Zjednoczonych. Podczas startu rakiety testowano nowe silniki poszczególnych członów, jak też nową metodę stabilizacji. Kontrolę i pomiar parametrów zapewniały czujniki zainstalowane na poszczególnych stopniach. Drugorzędnym celem misji było wyniesienie satelity geodezyjnego SECOR 5.
Satelita przebywa na orbicie, której trwałość szacowana jest na 10 000 lat.